# Аеропа
Аеро́па (грец. Ἀερόπη) — дочка Катрея, мікенська цариця.
За пророцтвом, Катрей мав загинути від рук своїх дітей, тому віддав Аеропу мореплавцеві Навплію, який продав її в рабство в Аргос. Тут вона одружилася з Плейстеном, потім з його братом Атреєм, від якого народила Агамемнона й Менелая.
Згідно з іншою міфологічною версією, батьком Агамемнона й Менелая був Плейстен, а Атрей виховав їх.